# Guy Fletcher
Pour les articles homonymes, voir Fletcher.
Guy Fletcher est un auteur-compositeur, guitariste et claviériste britannique, né le 24 mai 1960 à Maidstone, dans le Kent, en Angleterre. Il est reconnu pour avoir joué avec Roxy Music et Dire Straits, puis après la dissolution de ce groupe, a accompagné le guitariste chanteur Mark Knopfler dans sa carrière solo.

## Biographie
Guy Fletcher nait dans une famille de musiciens, ses parents jouaient dans le groupe local « The Cameos ». Il est exposé très tôt à la musique et s'intéresse rapidement au piano et au synthétiseur, et décide de faire carrière dans cette voie.
Début 1980, il est remarqué par Bryan Ferry qui l'enrôle dans son groupe Roxy Music, pour leur tournée mythique de 1981 : The Avalon Tour et l'album The High Road.
En 1983, il rencontre celui qui va devenir un de ses plus grands amis, Mark Knopfler, à l'occasion de l'enregistrement des bandes originales des films Cal et Comfort and Joy. Ils se retrouveront en 1987 pour composer ensemble la BO de Princess Bride.
En 1984, Mark, qui apprécie le talent du jeune homme, lui propose une place dans son groupe Dire Straits, alors au sommet de sa gloire. Fletcher participe ainsi à l'enregistrement de l'album Brothers in Arms et s'embarque ensuite dans la gigantesque tournée mondiale promotionnelle de cet album, le Brothers in Arms Tour, entre 1985 et 1986. Dès 1985, Guy va commencer un travail de studio avec plusieurs musiciens, dont Mick Jagger avec son album solo She's the Boss, puis la même année il joue avec Bryan Ferry sur Boys and Girls. En 1986 il poursuit avec Tina Turner sur Break Every Rule, et Ben E. King sur Save the Last Dance for Me, il retrouvera Bryan Ferry en 1994 sur son album solo Mamouna'.
En 1986, Fletcher rejoint le nouveau groupe de Knopfler, les Notting Hillbillies, en compagnie de Brendan Croker et Steve Philips. Ils enregistrent ensemble l'unique album du groupe, Missing...Presumed Having a Good Time, aux influences très country. Le succès est énorme et le groupe est finalement dissous, Knopfler ne souhaitant pas reproduire l'expérience éprouvante de Dire Straits.
En 1991, Dire Straits fait son retour, Guy Fletcher est évidemment présent. Le groupe enregistre alors son dernier album studio : On Every Street. Fletcher accompagne le groupe sur la tournée mondiale qui suit, tournée qui se révélera être une tournée d'adieu, et coproduit avec Knopfler l'album live de la tournée : On the Night.
Depuis, Guy est le compagnon de route de Mark, il a joué sur chacun de ses albums solo ainsi que les tournées. Il a participé activement au 6e album solo de ce dernier intitulé Get Lucky sorti le 14 septembre 2009.
En janvier 2008, Guy Fletcher sort un album solo : Inamorata.
En 2012, Guy produit avec Knopfler l'album Privateering sur lequel il joue. En 2013, Guy accompagne ce dernier sur une tournée européenne. Il participe également aux deux albums de Mark Knopfler en duo avec Emmylou Harris, All the Roadrunning et Real Live Roadrunning.
Concernant la musique de film, Fletcher a notamment fait équipe avec Rupert Gregson-Williams.
En dehors de ses activités musicales, Guy passe l'essentiel de son temps à pratiquer des sports de glisse extrêmes sur mer. Une passion qu'il tente de faire partager à ses fans, des photos étant disponibles sur son site officiel.

## Discographie

### Roxy Music
- The High Road - E.P. de 4 chansons live (1983)
- Heart Still Beating - Album live (1990)

### Dire Straits
- Brothers in Arms (1985)
- Money for Nothing - Compilation - Guy claviers sur Walk of life et Brothers in Arms. (1988)
- On Every Street (1991)
- On the Night (1993)
- Encores (1993)
- Sultans of Swing: The Very Best of Dire Straits - Compilation (1998)
- Private Investigations: The Best of Dire Straits & Mark Knopfler (2005)

### The Notting Hillbillies
- Missing...Presumed Having a Good Time (1990)

### Mark Knopfler
- Golden Heart - Mark Knopfler (1996)
- Sailing to Philadelphia - Mark Knopfler (2000)
- The Ragpicker's Dream - Mark Knopfler (2002)
- Shangri-La - Mark Knopfler (2004)
- Kill to Get Crimson - Mark Knopfler (2007)
- Get Lucky - Mark Knopfler (2009)
- Privateering - Mark Knopfler (2012)
- Tracker - Mark Knopfler (2015)
- Down the Road Wherever - Mark Knopfler (2018)

### Mark Knopfler,Emmylou Harris
- All the Roadrunning (2006)
- Real Live Roadrunning (2006)

### Solo
- Inamorata (28 janvier 2008)
- Stone (16 octobre 2009)
- Natural Selection (24 mai 2010)
- High Roads (2016)
- Anomaly (2022)

### Collaborations
- She's the Boss - Mick Jagger (1985)
- Boys and Girls - Bryan Ferry (1985)
- Break Every Rule - Tina Turner (1986)
- Save the Last Dance for Me - Ben E. King (1987)
- Land of Dreams - Randy Newman (1988)
- Mamouna - Bryan Ferry (1994)
- Siren - Heather Nova (1998)